# Метрополен град Реджо Калабрия
Метрополен град Реджо Калабрия (на италиански: Città Metropolitana di Reggio Calabria) е една от 5-те провинции на регион Калабрия, Южна Италия. Той е на 13-о място по население и на 9-о място по площ сред 14-те италиански метрополни града.
От 1 януари 2015 г. Метрополен град Реджо Калабрия е наследник на Провинция Реджо Калабрия. Това е постановено чрез Закон №56 от 7 април 2014 г. – Закон на Делрио, който определя 10-те метрополни града в регионите с обикновен статут, чиито територии съвпадат с тези на предходните провинции.
Площта му е 3210,37 км², а с населението – 541 278 души, сред които 32 990 чужди граждани, вкл. и 1421 български (към 31 декември 2019 г.). Включва 97 общини и негов административен център е град Реджо Калабрия.

## Административно деление
Метрополният град включва 97 общини:
- Реджо ди Калабрия – с най-голямо население и площ
- Аноя
- Антонимина
- Аняна Калабра
- Ардоре
- Африко
- Багалади
- Баняра Калабра
- Бенестаре
- Бианко
- Бивонджи
- Бова – най-рядко населена
- Бова Марина
- Бовалино
- Бранкалеоне
- Бруцано Дзефирио
- Вараподио
- Вила Сан Джовани – най-гъсто населена
- Галатро
- Гротерия
- Делиануова
- Джераче
- Джифоне
- Джойоза Йоника
- Джоя Тауро
- Казиняна
- Калана
- Камини
- Кампо Калабро
- Кандидони
- Каноло
- Карафа дел Бианко
- Кардето
- Карери
- Каулония
- Козолето
- Кондофури
- Лаганади
- Лауреана ди Борело
- Локри
- Мамола
- Марина ди Джойоза Йоника
- Маропати
- Мартоне
- Меликука
- Меликуко
- Мелито ди Порто Салво
- Молокио
- Монастераче
- Монтебело Йонико
- Мота Сан Джовани
- Опидо Мамертина
- Палици
- Палми
- Пацано
- Плаканика
- Плати
- Полистена
- Портильола
- Риаче
- Ридзикони
- Рогуди
- Розарно
- Рокафорте дел Греко – с най-висока надм. височина
- Рочела Йоника
- Само
- Сан Джовани ди Джераче
- Сан Джоржо Морджето
- Сан Лоренцо
- Сан Лука
- Сан Пиетро ди Карида
- Сан Прокопио
- Сан Роберто
- Сан Фердинандо – с най-ниска надм. височина
- Сант'Агата дел Бианко
- Сант'Алесио ин Аспромонте – с най-малка площ
- Сант'Еуфемия д'Аспромонте
- Сант'Иларио дело Йонио
- Санта Кристина д'Аспромонте
- Санто Стефано ин Аспромонте
- Семинара
- Серата
- Сидерно
- Синополи
- Стаити – с най-малко население
- Стило
- Стиняно
- Таурианова
- Теранова Сапо Минулио
- Феролето дела Киеза
- Феруцано
- Фиумара
- Чимина
- Чинкуефонди
- Читанова
- Шидо
- Шила